# ERT Formula E Team
A ERT Formula E Team foi uma equipe chinesa de automobilismo que disputou a Fórmula E, campeonato este que é organizado pela Federação Internacional de Automobilismo (FIA). A equipe foi formada em outubro de 2023, a partir da NIO 333 Racing e fez sua estreia na Fórmula E na temporada de 2023–24. Porém, um ano depois, em outubro de 2024, a equipe foi adquirida pela empresa estadunidense de investimentos The Forest Road Company e rebatizada para Kiro Race Co.

## História
Esta equipe foi criada sob o nome de China Racing Formula E Team para disputar a temporada inaugural da Fórmula E. Em 2015, durante a disputa da temporada, o nome e a marca "China Racing" foram extintos e substituídos pela marca NextEV. Com a equipe sendo renomeada para NEXTEV TCR Formula E Team. A equipe terminou a primeira temporada no quarto lugar da classificação do Campeonato de Equipes, enquanto seu piloto Nelson Piquet Jr. conquistou o título do Campeonato de Piloto.
Em 2016, a NextEV adquiriu toda a equipe, que, na época, ainda era parcialmente propriedade da Team China Racing (daí a parte "TCR" em seu nome). Para a temporada de 2016–17, a equipe alterou seu nome para "NextEV NIO Formula E Team", devido a introdução da nova marca "NIO", para refletir a renomeação da fabricante chinesa de automóveis NextEV para Nio. Com a equipe abandonando a marca NextEV na 2017–18, e passando a se chamar NIO Formula E Team.
Em julho de 2019, a equipe passou por uma mudança de propriedade após ser adquirida pela Lisheng Sports e Gusto Engineering, empresas da China e Hong Kong, respectivamente. Em 10 de setembro de 2019, foi revelada a lista definitiva de inscritos para a temporada de 2019–20, na qual a equipe foi listada sob o nome "NIO 333 FE Team". Porém, a Nio permaneceu ligada a equipe como patrocinadora, com o novo nome da equipe ainda incluindo a marca da fabricante chinês de veículos elétricos. A equipe, faz uma pequena alteração em seu nome para a temporada de 2022–23 sob o nome NIO 333 Racing.
Antes dos testes de pré-temporada, em 20 de outubro de 2023, foi anunciado que a equipe havia sido transformada na ERT Formula E Team para a temporada de 2023–24, após receber novos investimentos e mudar de marca para "Electric Racing Technology" (ERT), porém os novos investidores inicialmente não querem ser nomeados publicamente. Com isso, a Nio encerrou sua participação na Fórmula E. No mesmo dia, a equipe apresentou seu novo esquema de cores na pintura do ERT X24, seu trem de força que é pilotado por Dan Ticktum e Sérgio Sette Câmara na campanha da temporada de 2023–24.
Entretanto, após um ano, em 10 de outubro de 2024, foi anunciado que a equipe havia sido comprada pela empresa estadunidense de investimentos The Forest Road Company e transformada na Kiro Race Co para competir na Fórmula E a partir da temporada de 2024–25.

## Resultados
(legenda) (resultados em negrito indicam pole position; resultados em itálico indicam volta mais rápida)
| 2022–23: NIO 333 Racing | 2022–23: NIO 333 Racing | 2022–23: NIO 333 Racing | 2022–23: NIO 333 Racing | 2022–23: NIO 333 Racing | 2022–23: NIO 333 Racing | 2022–23: NIO 333 Racing | 2022–23: NIO 333 Racing | 2022–23: NIO 333 Racing | 2022–23: NIO 333 Racing | 2022–23: NIO 333 Racing | 2022–23: NIO 333 Racing | 2022–23: NIO 333 Racing | 2022–23: NIO 333 Racing | 2022–23: NIO 333 Racing | 2022–23: NIO 333 Racing | 2022–23: NIO 333 Racing | 2022–23: NIO 333 Racing | 2022–23: NIO 333 Racing | 2022–23: NIO 333 Racing | 2022–23: NIO 333 Racing | 2022–23: NIO 333 Racing | 2022–23: NIO 333 Racing | 2022–23: NIO 333 Racing | 2022–23: NIO 333 Racing |
| Ano                     | Nome                    | Chassi                  | Trem de força           | Pneu                    | N.°                     | Piloto                  | 1                       | 2                       | 3                       | 4                       | 5                       | 6                       | 7                       | 8                       | 9                       | 10                      | 11                      | 12                      | 13                      | 14                      | 15                      | 16                      | Pontos da Equipe        | Pos. da Equipe          |
| ----------------------- | ----------------------- | ----------------------- | ----------------------- | ----------------------- | ----------------------- | ----------------------- | ----------------------- | ----------------------- | ----------------------- | ----------------------- | ----------------------- | ----------------------- | ----------------------- | ----------------------- | ----------------------- | ----------------------- | ----------------------- | ----------------------- | ----------------------- | ----------------------- | ----------------------- | ----------------------- | ----------------------- | ----------------------- |
| 2023–24                 | ERT Formula E Team      | Spark Gen3              | ERT X24                 | H                       |                         |                         | MEX                     | DAR                     | DAR                     | SPL                     | TOQ                     | MIS                     | MIS                     | MON                     | BER                     | BER                     | XAN                     | XAN                     | PRT                     | PRT                     | LON                     | LON                     | 42                      | 9°                      |
| 2023–24                 | ERT Formula E Team      | Spark Gen3              | ERT X24                 | H                       | 3                       | Sérgio Sette Câmara     | 16                      | 15                      | 17                      | 5                       | 12                      | 16                      | 16                      | 15                      | 14                      | 17                      | DNS                     | 16                      | 8                       | 16                      | DSQ                     | 13                      | 42                      | 9°                      |
| 2023–24                 | ERT Formula E Team      | Spark Gen3              | ERT X24                 | H                       | 33                      | Dan Ticktum             | 17                      | 14                      | 10                      | Ret                     | 6                       | 17                      | Ret                     | 10                      | 6                       | 13                      | 11                      | 13                      | 13                      | 9                       | 7                       | 9                       | 42                      | 9°                      |
| 2024–25: Kiro Race Co   |                         |                         |                         |                         |                         |                         |                         |                         |                         |                         |                         |                         |                         |                         |                         |                         |                         |                         |                         |                         |                         |                         |                         |                         |

Notas
* Temporada ainda em andamento.
† – Não completaram a prova, mas foram classificados, pois concluíram 90% da prova.